# Боклань (Петриковский район)
Боклань (бел. Баклань) — деревня в Лясковичском сельсовете Петриковского района Гомельской области Беларуси.
На западе граничит с лесом.

## География

### Расположение
В 29 км на запад от Петрикова, 25 км от железнодорожной станции Копцевичи (на линии Лунинец — Калинковичи), 219 км от Гомеля.

## Транспортная сеть
На автодороге Житковичи — Петриков. Планировка состоит из короткой широтной улицы. Жилые дома деревянные, усадебного типа.

## История
По письменным источникам известна с XVIII века как село во владении Ходкевича. После 2-го раздела Речи Посполитой (1793 год) в составе Российской империи. В 1795 году владение Радзивиллов. В 1850 году владение Каневичей. В 1917 году в Лясковичской волости Мозырского уезда Минской губернии. В 1930 году организован колхоз. Во время Великой Отечественной войны 42 жителя погибли на фронте. Согласно переписи 1959 года в составе совхоза «Бринёв» (центр — деревня Бринёв). Работали клуб, пионерский лагерь «Полесье».

## Население

### Численность
- 2004 год — 50 хозяйств, 78 жителей.

### Динамика
- 1795 год — 6 дворов.
- 1816 год — 7 дворов.
- 1850 год — 37 жителей.
- 1897 год — 21 двор, 132 жителя (согласно переписи).
- 1917 год — 205 жителей.
- 1940 год — 62 двора.
- 1959 год — 330 жителей (согласно переписи).
- 2004 год — 50 хозяйств, 78 жителей.